# ひやむぎ
ひやむぎ（冷や麦、冷麦）とは、小麦粉から作られる麺の一種である。
素麺などと同様に主に乾麺の形で市場に流通し、日本国内を中心に消費される。そのため、通年入手することが可能であるが、日本では冷やして食べることが多く、清涼感を求めて夏の麺料理に用いるのが一般的である。「冷麦」の語の由来は、うどんの旧称「熱麦」に対する語であるとされる。
後述のように、乾燥麺については現代日本においては『食品表示基準』により、太さによって表示が可能な分類の一つである。

## 製造・規格
日本における乾燥ひやむぎは日本農林規格（JAS規格）において定義される「干しめん」に分類される。「干しめん」は小麦粉・デンプン・食用植物油（めん帯又はめん線に塗付する場合に限る。）・食塩・抹茶及び粉末野菜を原材料とし、添加物の規定を遵守したものとされている。
内閣府令の『食品表示基準』によれば「干しめん」のうち、小麦粉に食塩と水を混ぜてよく練った生地にでん粉、食用油または小麦粉を塗付し、よりをかけながら引き伸ばして乾燥・熟成させ、めんを引き伸ばす過程を手作業で行う製法のものは「手延べ干しめん」に分類されている。
『食品表示基準』においては、原則的に「干しめん」「手延べ干しめん」と表示を行うことになっているが、以下の条件を満たしたものについては「ひやむぎ」等の表示を行うことが可能である。直径1.3mm以上1.7mm未満の干しめんは、「ひやむぎ」「干しひやむぎ」と表示することが可能であるが、「細うどん」と表示することも可能であるとされている。素麺は直径1.2mm以下とされ、長径1.7mm以上はうどん（饂飩）と表示しても構わないとされている。幅が4 .5mm以上で、厚さが2mm以下の場合は「ひらめん」「きしめん」「ひもかわ」に分類される。手延べ干しめんの場合、ひやむぎも素麺も同基準であり、直径が1.7mm未満で丸棒状に成形したものが「手延べひやむぎ」もしくは「手延べ素麺」の表示が可能である。長径が1.7mm以上のものは「手延べうどん」に分類される。幅が4 .5mm以上で、厚さが2mm以下の場合は「手延べきしめん」「手延べひもかわ」の表示が可能である。
乾麺の生産量は、昭和40年代までは8万トンを維持していたが、昭和50年代に入ってから急激に減少。昭和60年代に一時的に増加したが、平成に入っても減少傾向が止まらず、平成10年代には昭和40年代の1/4である2万トンにまで落ち込んでいる。乾麺類生産比率において長い間素麺・うどんに続く地位を維持していたが、平成5年（1993年）には日本そばに追い抜かれるなど年々縮小傾向である。
生麺・茹で麺等については、業界団体である全国生めん類公正取引協議会が定める『生めん類の表示に関する公正競争規約』にて「この規約で「うどん」とはひらめん、ひやむぎ、そうめんその他名称のいかんを問わず小麦粉に水を加え練り上げた後製麺したもの、又は製麺した後加工したものをいう」となっているので、この規約上「ひやむぎ」は「うどん」に分類されており、狭義では「生麺・茹で麺タイプのひやむぎはうどんの一種」とも解釈できる。しかし別項にて「一般消費者に誤認されない名称に替えることができる」となっているため、それにより『ひやむぎ』の名を使用することも認められており、この規約に沿った製品が実際に製造・販売されている。それらの事例により広義（一般的）には生麺・茹で麺タイプのひやむぎも存在すると言える。なお、手打ちひやむぎも少数ながら存在し提供している店もある。
機械麺が一般化する以前には、素麺は手延べ工程により生地を細くするために断面が丸く（●）、ひやむぎは生地を薄く打ち伸ばしてから細く切るために断面が四角（■）になっている、という見分け方も出来たが、現在のひやむぎは素麺とほぼ同じ製法で作られているため、この見分け方法は不適となった。また素麺と食べ方が同じことや食感も類似していることから、一般的にはうどんよりもそうめんの一種として扱われるようになっている。

## 由来
日本にて細い麺を食べる文化は、奈良時代の初期に中国から伝えられた索餅・麦縄から始まったという説が広まっているが、その具体的な形状がよく解明されていないが、手伸ばし・手延べの麺と考えられている。
室町時代になると包丁で切ってつくる麺、すなわち切り麺が文献に登場する。一条兼良が15世紀後半に書いたとされる『尺素往来』には「索麺は熱蒸、截麦（きりむぎ）は冷濯（ひやしあらい）」 と記されており、索麺（そうめん）は蒸して熱いものを食べるのが主流であり、截麦は冷たくして食べるものが主流であったことがわかる。 また、15世紀の日記類には、截麦のほか、切麺、切麦、冷麦、冷麺、切冷麺といった言葉がしきりと登場するようになっている。同時代に記された文献では「うどん」もまた頻繁に登場しており、うどん、截麦には明確な区別があった。ただし、当時の文献には食品の名称は登場するものの、つくり方や形状についての具体的な記述はないため、実体については憶測の域を出ない。「熱麦」と言葉もこの時代の文献にみられるが、これが索麺（そうめん）のことなのか、截麦も熱くして食べることがあったのかは不明である。
時代が下って、元禄10年（1697年）の本草書『本朝食鑑』には「うどんは寒い時期のものであり、ひやむぎは暑い時期に良い」との内容が書かれており、この時代にはうどんとひやむぎの季節による食べ分けが定着していたと推測される。他には、小麦粉を水で練ったものを細く切り、茹でて食べるものを「切り麦」と呼んでいたが、これを暖めて食べるものを「饂飩」、冷やして食べるものを「冷麦」と分けたから、さらにうどんが温かさを保つために太くなっているのに対し、ひやむぎはより冷たい状態で食べるために次第に細くなっていった。

## 文化
ひやむぎの麺に赤や緑の彩色麺が数本入っている場合もある。これは、製麺所がひやむぎの麺束にこれらの彩色麺を混入しているためで、これによりそうめんとひやむぎを区別していた。この風習は1980年代後半までは関東地方（東京）などを中心に多く見られたが、1990年代には徐々に縮小していき、大多数が白一色のひやむぎになった。しかしその一方で、揖保乃糸などの一部の製造業者がこの風習を続けている。色のついた麺が入っていると子供が喜ぶため、そうめんにも入れられていることがある。
北海道では、クロレラ粉末を混ぜた緑色のひやむぎ「グリンめん」が多く流通している。
山梨県では、ひやむぎやその他の麺類を甲州弁で「おだら」「おざら」と呼称する地域もある。
また、炭鉱地域など肉体労働者が多い地域では、腹持ちが良いひやむぎが素麺よりも好んで食べられる傾向にあり、特に日本の近代化が進む時代、炭鉱での地方の出稼ぎ労働者によってその食習慣が全国各地に伝えられ、ひやむぎの文化が広まったと言われる。